# Chalk River Laboratories

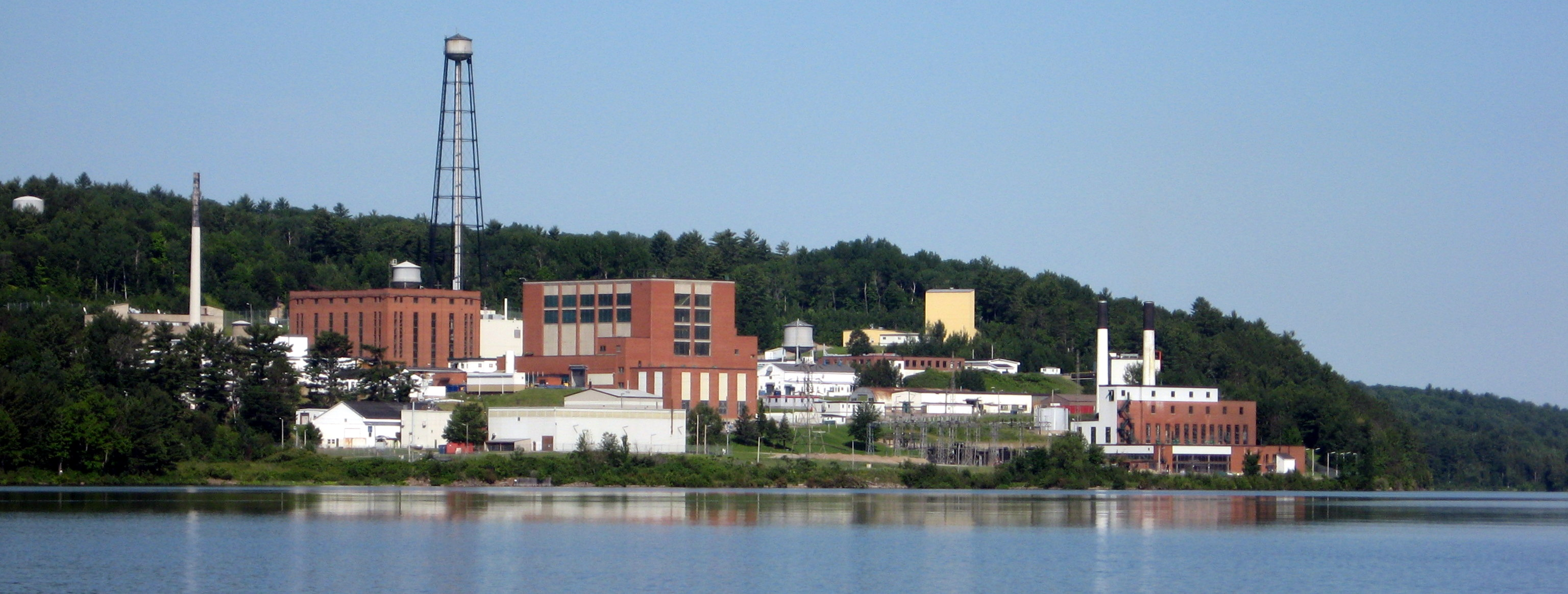
Widok na Chalk River Laboratories z rzeki Ottawy.

Chalk River Laboratories (CRL, Chalk River Labs, w przeszłości także zwane Chalk River Nuclear Laboratories, CRNL) – kanadyjski ośrodek badania energii nuklearnej. CRL położone jest w pobliżu miejscowości Chalk River, około 180 km na północny zachód od Ottawy, i około 20 km na wschód od Deep River, Ontario.
W CRL prowadzone są badania i rozwój technologii nuklearnych, w szczególności prace badawczo-rozwojowe związane z kanadyjskimi reaktorami atomowymi typu CANDU (moderowanych ciężką wodą). W CRL zlokalizowanych jest też wiele unikatowych instalacji badawczych.
Bertram Brockhouse otrzymał Nagrodę Nobla za swoje osiągnięcia z czasu pracy w CRL. John Douglas Cockcroft (Nagroda Nobla, 1951) był jednym z wczesnych dyrektorów CRL. Hans von Halban i George Laurence byli pracownikami CRL.
CRL ma długą tradycję od czasu swojego powstania w 1944 roku, w tym czasie jako alianckiego wysiłku wojennego. Np. w CRL zostały skonstruowane pierwsze reaktory jądrowe poza granicami USA (ich głównym konstruktorem był Lew Kowarski).
CRL jest jedną z dwóch głównych części kanadyjskiej korporacji królewskiej (ang. crown corporation) zwanej Atomic Energy of Canada Limited (z siedzibą w Mississauga).

## Produkcja izotopów medycznych
W CRL produkowane są znaczne ilości radioizotopów medycznych (około 60% produkcji światowej w 2007). Najbardziej znaczącym jest technet-99m: zabiegi z jego udziałem stanowią około 80% procedur medycyny nuklearnej. Do produkcji używany jest reaktor NRU (uruchomiony w 1957 roku). W maju 2009, reaktor ten został zamknięty ze względu na konieczność napraw, przyczyniając się do światowego kryzysu w medycynie nuklearnej.

## Reaktory
W ośrodku pracowało lub pracuje wiele reaktorów jądrowych, w tym:
- NRU
- NRX
- PTR
- ZED-2
- ZEEP – pierwszy reaktor jądrowy poza Stanami Zjednoczonymi, osiągnął stan krytyczny w 1945